# أمرام أبورباح
أمرام أبورباح أو عمرام أبورباح وتنطق أحيانا عمرام أبوربيعة «Abourabia أوAburabia» (بالعبرية: עמרם אבורביע - بالفرنسية: Amram Aburbeh) ولد في 23 فبراير سنة 1894 في تطوان، المغرب. هو الحاخام الأكبر للتجمع السفارديم في بتاح تكفا، إسرائيل، ومؤلف كتاب "Netivei Am"، ومجموعة من الأجوبة الشرعية والمواعظ، وتعاليم التوراة: كتاب «أمرام أبوربة».

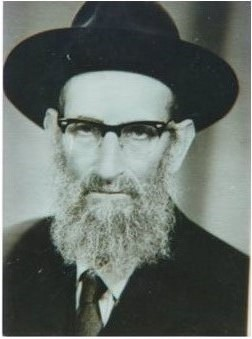
Amram_Aburbeh

وتوفي في 20 ديسمبر سنة 1966 في بتاح تكفا، إسرائيل.